# Utricularia bremii
Utricularia bremii är en tätörtsväxtart som beskrevs av Oswald Heer. Utricularia bremii ingår i släktet bläddror, och familjen tätörtsväxter. Inga underarter finns listade i Catalogue of Life.